# سليمان نظيف
سليمان نظيف بك (بالتركية: Süleyman Nazif) (1286 - 1346 هـ / 1868 - 1927 م) هو والي بغداد، وشاعر تركي.
هو سليمان نظيف بك ابن الوالي الأديب سعيد باشا، أصله من أكراد ديار بكر. عين واليا على البصرة ثم قسطموني فالموصل فبغداد. أجاد العربية والفارسية والفرنسية. من آثاره: "نامق كمال"، «فضولي»، و«فراق عراقي»، كما كتب مقالات كثيرة في مجلة «ثروت فنون»، و«تصوير الأفكار».